# Рост, Корнелиус
Корнелиус Рост (нем. Cornelius Rost, 27 марта 1919 — 18 октября 1983) — немецкий солдат вермахта, военнопленный Второй мировой войны, который содержался в СССР. После своего освобождения он утверждал, что сбежал из советского лагеря в Сибири. Его рассказы легли в основу книги Йозефа Мартина Бауэра, которая позже была экранизирована. В дальнейшем подлинность утверждений в книге Бауэра была оспорена.

## Биография
Рост родился 27 марта 1919 года в Куфштайне в Австрии. Когда началась Вторая Мировая Война Рост жил в Мюнхене. Во время войны Корнелиус попал в плен и содержался на территории СССР.
После войны Рост устроился работать в типографии Франца Эренвирта. На новой работе Рост испортил много обложек. Эренвирт решил узнать причину ошибок, и Рост поведал ему историю о том, как в лагере для военнопленных заработал дальтонизм. Эренвирт попросил Роста записать эту историю, но оригинальный текст Корнелиуса был скупо написан, из-за чего Эренвирт, заинтересовавшись этой историей, нанял профессионального писателя Йозефа Мартина Бауэра, чтобы тот довёл текст Роста до ума.
Корнелиус Рост умер 18 октября 1983 года и был похоронен на Центральном Кладбище Мюнхена. Его настоящее имя как героя книги было обнародовано только спустя 20 лет после его смерти, по причине опасения преследований со стороны КГБ, когда сын Эренвирта Мартин рассказал всё радиожурналисту Артуру Дительманну, готовившему материал по случаю 100-летнего юбилея со дня рождения Бауэра.

## Книга
Книга была выпущена в 1955 году и быстро стала популярной, поскольку в этот период из СССР вернулись последние немецкие военнопленные и свою лепту внесла Холодная война — согласно исследованию литератора Кристиана Адама, роман на протяжении пяти лет с момента выхода занимал шестое место среди книжных бестселлеров ФРГ.
Журналист Артур Дительманн в 2010 году провёл различные исследования относительно истории Роста, из которых выяснилось, что большая часть сюжета в романе Бауэра не соответствует истине.

## Примечание
1. ↑  As Far as My Feet Will Carry Me (TV Series 1959– ). Дата обращения: 5 ноября 2017. Архивировано 29 ноября 2017 года.
2. ↑  ТОП 5 тюремных побегов. www.trud.ru. Дата обращения: 5 ноября 2017. Архивировано 7 ноября 2017 года.
3. ↑  Christian Adam «Der Traum vom Jahre Null. Autoren, Bestseller, Leser.» Galiani, Berlin 2016.
4. ↑  Fischer, S. (2010). Der Schnee von gestern. sueddeutsche.de (нем.). Архивировано 28 июля 2018. Дата обращения: 5 ноября 2017.
5. ↑  "So weit die Füße tragen": Ein Welterfolg - Dichtung und Wahrheit (20 октября 2010). Дата обращения: 5 ноября 2017. Архивировано 20 октября 2010 года.